# Дзюбін
Дзюбін (пол. Dzióbin) — село в Польщі, у гміні Клодава Кольського повіту Великопольського воєводства.
Населення — 106 осіб (2011).

## Демографія
Демографічна структура станом на 31 березня 2011 року:
|          | Загалом | Допрацездатний вік | Працездатний вік | Постпрацездатний вік |
| -------- | ------- | ------------------ | ---------------- | -------------------- |
| Чоловіки | 52      | 10                 | 32               | 10                   |
| Жінки    | 54      | 11                 | 30               | 13                   |
| Разом    | 106     | 21                 | 62               | 23                   |